# La Cascade de feu
La Cascade de feu er en fransk stumfilm fra 1904 af Georges Méliès.